# 尿色情
尿色情（英語：urolagnia），又稱戀尿癖（英語：urophilia）、尿恋，是一种人對尿及其相关事物感到特別的性偏好，且從中獲得性快感的戀物癖形式（即一种性欲倒错）。
尿色情是较为宽泛的表述，其具有不同的类别（表现形式），包括濕身（英語：Clothes wetting）、漏尿（英語：Omorashi）、野外漏尿、聖浴、飲尿、窺尿等。在2018年6月18日前，恋物癖常被视作一种精神疾病，但于2018年6月18日由世界卫生组织发布的ICD-11删除了恋物癖作为精神疾病的诊断。国际上普遍认为，对具有恋物癖的个人的歧视被认为与联合国和世界卫生组织认可的人权原则不一致，但该症状若对当事人和他人造成明显的痛苦或损害时，仍有必要接受科学治疗。

## 分类
尿色情的分类（表现形式）因地域的不同而有所差别。例如，欧美国家的尿色情形式更为激进（露骨），而东亚国家的尿色情形式则相对缓和一些，由此可分为两种类型。请注意，不同地域之间尿色情的表现形式的差别并非硬性，欧美国家可能具有东亚国家相对缓和的尿色情形式，而东亚国家也可能具有欧美国家相对露骨的尿色情形式。
对于一次尿色情的性活动而言，下列尿色情形式可能只存在一个或多个并存，一般后者居多。例如，对湿身和漏尿这两种较常见的尿色情形式，当事人极有可能在一次相关性活动中同时发生。此外，不同种的尿色情形式可能有一些共通之处。仍以湿身和漏尿举例，当事人从湿身或漏尿的行为中都可能因尿湿自己的衣物而产生性快感。

### 缓和型
- 湿身 :

故意尿湿自己的衣物而产生性快感。在该性活动中，当事人往往通过观察尿液打湿衣物而产生的湿痕，感受尿液在皮肤上流淌的温暖感、被打湿的衣物紧贴皮肤的粘稠感，闻到有尿味的衣物和身体部位而产生性快感。有些人喜欢穿特定类型的衣物排尿，而有些人喜欢分阶段湿身以使自己的衣物和身体部位被尿液充分、大面积浸湿。
例如：故意尿湿自己的裙子并發出淫叫，并在排出尿液時用雙腿將涌出的尿液夾住。
其变种包括但不限于：观察他人这样做、告诉别人他们湿身的经历（给别人看他们湿身的图片、影片、音频）。
- 漏尿 ：

故意或被迫憋尿直至极限而产生性快感，在该性活动中，当事人往往通过憋尿时的快感和急迫感，到达极限时的绝望感，失禁时的羞耻感而产生性快感。
尿急、尿裤子是其性快感的来源。此外，憋尿的动作、表情，或者表达需要排尿的言语等也可使其获得性快感。有些人喜歡尿一點點在褲子中，不令人發現；而有些人則在憋尿過程中發出強烈的反抗聲。這種癖好有時源於童年時期有小便的迫切需要，或看見他人有嚴重的尿意而來。
例如：故意憋尿到达极限，最终尿失禁打湿自己的裙子。
其变种包括但不限于：观察他人这样做、告诉别人他们漏尿的经历（给别人看他们漏尿的图片、影片、音频）。
- 野外漏尿 :

漏尿的变种，也被视为暴露癖的一种，指故意在公共场所（如大型商场、公园等）被路人观察到自己憋尿时的急迫，到达极限时的绝望与失禁时的羞耻而产生性快感。
例如：乘坐地铁时憋尿，最终在地铁内绝望地尿失禁并打湿自己的裙子。
其变种包括但不限于：观察他人这样做、告诉别人他们湿身的经历（给别人看他们野外漏尿的图片、影片、音频）。

### 激进型
- 圣浴 :

一个人将尿液尿向另一个或多个人，使双方或多方获得性快感的行为。甚至有時只有自己，他們會將生殖器對準自己，並尿濕自己的身體。
有时也被引申为：一个人或多个人小便，另外一个人或多个人接取尿液饮用从而使双方获得性快感，这也被视为BDSM的一种。通常會將異性的生殖器放入口中，並吸允尿液。女生通常會喜歡被男生的尿液淋濕乳頭，而主要适用于男性排尿者的饮尿方法是让饮尿者把嘴放在阴茎头上并在尿液排出时饮用，而更通用的方法是排尿者站立，饮尿者坐、跪或躺，让饮尿者在尿液排出时接取饮用。另一种不太常见的方法是，排尿者在饮尿者的阴道或肛门内小便，通常随后饮尿者会从他们的阴道口或肛门排出尿液。
- 饮尿 :

舔舐、饮用尿液，或食用含有尿液成分的食物（如被尿液浸泡过的面包），从而产生性快感。
- 窥尿 ：

在他人不知情的情況下偷窺其小便，通常透過隱藏拍攝排尿，或潛伏在洗手間或憋尿者想要小便的地方（如草叢、小巷）附近進行偷窺，从而产生性快感。
- 野外放尿

也被视作暴露癖的一种，指故意在公共场所（如大型商场、公园等）赤裸排尿并被路人观察到而产生性快感。

## 医学认知
《精神疾病诊断与统计手册》（DSM）在DSM-III-R（1987年）版中，将“非典型性性欲倒错”重命名为“未另作说明的性欲倒错（NOS）”，并列举了7个示例，其中包括尿色情。现行的《精神疾病诊断与统计手册》第五版（DSM-5）使用“其他特定的性欲倒错障碍”一词来涵盖手册中未明确列出的许多性欲倒错行为，包括尿色情。
要进行诊断，这种倾向必须是反复出现且强烈的，持续至少六个月，并且在生活的某些重要方面造成明显的痛苦或功能损害。如果无法确定特定的性欲倒错类型，或者临床医生出于其他原因不愿作出明确诊断，可以使用“未明确的性欲倒错疾病”这一诊断。尿色情这样的性欲倒错通常被归为恋物癖的一种表现。然而，在2018年6月18日，世界卫生组织（WHO）发布的ICD-11中，恋物癖已被从精神病学诊断中移除。此外，针对恋物癖和BDSM的歧视行为被认为与联合国和世界卫生组织认可的人权原则相违背。
世界卫生组织发现，尿液中的病原体通常不会对健康构成重大威胁。然而，它也提醒说，在埃及血吸虫（这是一种寄生的扁形虫）流行的地区，尿液可能成为这种寄生虫在人与人之间传播的途径。

## 著名人物
- 哈維洛克·艾利斯
- 亞伯特·費雪
- 瑞奇·馬汀